# Литовское филателистическое общество
Литовское филателистическое общество (англ. Lithuania Philatelic Society) — созданное в 1946 году в США объединение коллекционеров, занимающихся собиранием и изучением почтовых марок и истории почты Литвы.

## Устав и руководство
Деятельность общества регулируется его уставом. Согласно уставу, должностные лица выбираются сроком на два года и должны проживать в районе Чикаго (штат Иллинойс). В настоящее время президентом общества является Джон Вариакойис (John Variakojis).

## Членство в обществе
Членом общества может стать любой коллекционер филателистических материалов Литвы и любой человек, занимающийся их изучением. Заявления следует направлять Джону Вариакойису по адресу:

3715 West 68th Street, Chicago, IL 60629.

Несмотря на то, что в рядах общества состоят филателисты, проживающие в Литве, Германии, Канаде, Японии, Австралии, большинство его членов являются жителями США.

## Собрания
Собрания членов Литовского филателистического общества проводятся два раза в год (не реже), обычно в Чикаго.

## Издания общества
Литовское филателистическое общество издаёт иллюстрированный журнал, объёмом от 40 до 100 страниц, выходящий, как правило, два раза в год. В журнале печатаются статьи филателистического характера о Литве, а также новости из жизни общества. Журнал издаётся на английском и литовском языках. В настоящее время редактором журнала Литовского филателистического общества является Aудрюс Браздейкис (Audrius Brazdeikis).

## Выставки «LITHPEX»
Литовское филателистическое общество раз в два года проводит филателистическую выставку под названием «LITHPEX» («Литпекс»). По случаю выставки общество выпускает конверты спецгашения. Для этих выставок общество разрабатывает дизайн красочных штемпелей специального гашения, используемых Почтовой службой США.

## История

### Основание
Литовское филателистическое общество было основано в 1946 году в Чикаго. Первым президентом организации с 1946 по 1948 год был Джон Грин (John Green; или Йонас Гриниус — Jonas Grinius).

### Экс-президенты
Кроме Джона Грина, должность президента общества ранее также занимали (в хронологической последовательности): Уолтер М. Эйсин (Walter M. Eisin), Ив А. Лукас (Eve A. Lukas; или Ева Лукасюте — Ieva Lukasiute), Игнациус Сакалас (Ignatius Sakalas), Казис Месконис (Kazys Meskonis), И. Сакалас, Л. Кайрис (L. Kairys), Эдмунд Жасюнас (Edmund Jasiunas), Юозас Зигас (Juozas Zygas), К. Месконис, Йонас Адоменас (Jonas Adomenas).

### Дар Литве
В период с 1962 по 1975 год члены общества трудились над созданием полной коллекции почтовых марок независимой Литвы, предназначенной в дар Литве после того, как она вновь обретёт свободу. Эту коллекцию назвали «Представительная коллекция почтовых марок Литвы и Клайпеды (Мемеля)» («The Representative Collection of Lithuanian and Klaipeda (Memel) Stamps»). Она насчитывала 551 негашеные марки Литвы, 4 почтовых блока и 2 конверта авиаперелёта, а также 292 негашеные марки Клайпеды. Её собирали члены общества Е. Петраускас (E. Petrauskas; стал инициатором этого начинания), К. Месконис, Л. Кайрис, И. Сакалас, В. Урбонас (V. Urbonas) и Й. Адоменас. После того, как коллекция была впервые экспонирована в 1975 году в Литовском молодёжном центре (Lithuanian Youth Center) в Чикаго, 26 июня 1999 года она была передана в дар Литве в ходе торжественной церемонии, прошедшей в Национальном музее Литвы в Вильнюсе.

### Полувековой юбилей
В 1996 году Литовское филателистическое общество отпраздновало 50-летие своей деятельности и в 1997 году выпустило книгу под названием «50 Years» («50 лет»), где приводится полное описание истории общества.